# Ray Kegeris
Ray Kegeris, né le 10 septembre 1901 à Bellwood (Nebraska) et mort le 14 août 1975 à Los Angeles, est un nageur américain.

## Biographie
Aux Jeux olympiques d'été de 1920 à Anvers, Ray Kegeris remporte la médaille d'argent à l'issue de la finale du 100m dos.